# Ривз, Халид
Халид Ривз (англ. Khalid Reeves; родился 15 июля 1972, Куинс, Нью-Йорк, США) — американский профессиональный баскетболист и тренер.

## Ранние годы
Халид Ривз родился в Куинсе, самом большом по территории боро Нью-Йорка, учился в Куинсской региональной школе Христ-зе-Кинг, в которой играл за местную баскетбольную команду. В 1990 году он принимал участие в игре McDonald’s All-American, в которой принимают участие лучшие выпускники школ США и Канады.

## Студенческая карьера
После окончания школы Ривз поступил в Аризонский университет, где в течение четырёх лет выступал за команду «Аризона Уайлдкэтс», в которой провёл успешную карьеру, набрав в итоге 1925 очков, 424 подбора, 396 передач, 187 перехватов и 13 блок-шотов. При Ривзе «Уайлдкэтс» три раза выигрывали регулярный чемпионат конференции Pacific-10, а также четыре года подряд выходили в плей-офф студенческого чемпионата США (1991—1994). В сезоне 1993/1994 годов «Дикие коты» вышли в финал четырёх NCAA (англ. Final Four), где в полуфинале проиграли будущему победителю турнира «Арканзас Рейзорбэкс» (82—91).

## Карьера в НБА
Играл на позиции разыгрывающего защитника. В 1994 году был выбран на драфте НБА под 12-м номером командой «Майами Хит». Позже выступал за команды «Шарлотт Хорнетс», «Нью-Джерси Нетс», «Даллас Маверикс», «Детройт Пистонс» и «Чикаго Буллз». Всего в НБА провёл 6 сезонов. В 1994 году Ривз включался во 2-ю всеамериканскую сборную NCAA. Всего за карьеру в НБА провёл 277 игр, в которых набрал 2167 очков (в среднем 7,8 за игру), сделал 580 подборов, 886 передач, 234 перехвата и 32 блок-шота.
Свои лучшие годы в качестве игрока НБА Ривз провёл в «Майами Хит», в рядах которых он выступал на протяжении одного сезона (1994—1995). Самым лучшим в его карьере стал дебютный сезон, в котором он сыграл в 67 играх, набирая в среднем за матч 9,2 очка и делая 2,8 подбора, 4,3 передачи, 1,1 перехвата и 0,1 блок-шота. 3 ноября 1995 года был обменян в «Шарлотт Хорнетс», после чего сменил ещё четыре клуба, причём только в «Даллас Маверикс» отыграл больше одного сезона (95 игр), но ни в одном из них так и не смог закрепиться.

## Карьера в младших лигах
После досрочного завершения профессиональной карьеры в НБА Ривз решил попробовать свои силы в младших лигах, заключив соглашение с командой «Гранд-Рапидс Хупс», выступавшей в Континентальной баскетбольной ассоциации (КБА), в которой играл на протяжении одного сезона (2000—2001). В 2001 году подписал контракт с клубом «Финикс Эклипс», выступавшим в Американской баскетбольной ассоциации (АБА), в котором также провёл один сезон (2001—2002), после чего заключил договор с командой «Флорида Си Драгонз», игравшей в Баскетбольной лиге соединённых штатов (USBL), впрочем здесь он надолго не задержался и вскоре покинул её.

## Зарубежная карьера
В 1999 году Ривз ненадолго уехал в Европу, где немного поиграл в чемпионате Греции за «Арис», затем перебрался во Францию, где также недолго выступал за «По-Ортез», после чего вернулся в НБА. В 2003 году Халид отправился в Ливан, где в течение одного сезона играл за команду «Кафе Наджар». В следующем году переехал в Венесуэлу, там он на протяжении одного сезона выступал в клубе «Пантерас де Миранда», после чего завершил профессиональную карьеру игрока в 2005 году.

## Карьера в сборной США
В 1991 году Ривз стал в составе сборной США победителем чемпионата мира по баскетболу среди юношей до 19 лет в Эдмонтоне, обыграв в финале сборную Италии (90—85).

## Тренерская карьера
В настоящее время Халид Ривз является помощником главного тренера в региональной школе Христ-зе-Кинг, в которой начинал свою баскетбольную карьеру.